# 呉煜宗
呉 煜宗（くれ  よそう）は、法学者。専門は憲法学。世新大学法律学部教授。大学院時代の指導教官は遠藤比呂通、後に藤田宙靖。博士（法学）（東北大学、1997年）。

## 略歴
- 1994年3月　東北大学大学院法学研究科博士前期課程修了
- 1996年9月　仙台白百合短期大学（廃止）非常勤講師
- 1997年3月　東北大学大学院法学研究科博士後期課程修了。博士（法学）
- 1997年4月　宮城学院女子大学非常勤講師
- 1998年4月　東京大学大学院法学政治学研究科客員研究員
- 1998年9月　世新大学法学部助教授
- 1999年2月　国立空中大学（National Open University）非常勤講師
- 2005年2月　玄奘大学法学部非常勤講師
- 2009年9月　国立台北大学法律学部非常勤講師
- 2010年2月　世新大学法学部教授
- 2012年7月　東京大学大学院法学政治学研究科客員研究員
- 2012年9月　杏林大学総合政策学部、拓殖大学国際学部非常勤講師
- 2013年4月　桜美林大学リベラルアーツ学群非常勤講師
- 2013年4月　早稲田大学アジア研究機構客員上級研究員
- 2013年4月　早稲田大学研究院客員教授
- 2014年7月　一橋大学大学院法学研究科客員研究員
- 2016年8月　世新大学法学部長
- 2018年8月　世新大学法律学部教授
- 2019年4月　東北学院大学法学部客員教授
- 2021年8月　世新大学特別教授(法律学部)

## 著作(邦文部分のみ)

### 論文
- 「日本国憲法における違憲審査制の成立─九条の違憲審査制下での推移に即して」（『法學』第59巻第4号、1995年）
- 「家族の公共性」（『東北法学』第14号、1996年）
- 「戸籍・行政・法─『惡魔ちゃん』命名事件からの省思」（『宮城学院女子大学研究論文集』第86号、1997年）
- 「日本の近代化の憲法的位相─個人・家族・国家をめぐる『統治』の再発見（一）（二）（三・完)」（『法學』第62巻第3号、第4号、第63巻第1号、1998-1999年）
- 「台湾憲法における行政権の意味─総統の『統率権』から『統帥権』への史的展開」（『日本台湾法律家協会雑誌』第5号、2005年）
- 「転換期に迎える台湾憲法─2003年公民投票法の挑戦」（『世新法學』第4号、2007年）
- 「台湾における中国人配偶者の法的地位―政治に揺れるマイノリティの権利」」（『マイノリティ研究』創刊号、2009年）
- 「台湾におけるアファーマティブ・アクション」（『比較法研究』第77号、2015年）
- 「台湾における同性愛者の婚姻問題に対する法的対応」（『福岡大学法学論叢』第61巻第3号、2016年）
- 「戦後台湾民主化の法と政治の歩み」（『世界諸地域における社会的課題と制度改革』、三修社、2023年）

### 判例評釈
- 「公法判例研究─民法九〇〇条四項但書の婚外子法定相続分が憲法一四条一項に反しないとされた事例」（『法學』第61巻第2号、1997年）
- 「性表現に対する法的制限の合憲性─晶晶書庫わいせつ雑誌押収事件」（『性的マイノリティ判例解説』、信山社、2011年）

### 翻訳
- 『中華民国(台湾)司法院大法官解釈集ー人権編』（共訳）（台湾政府司法院、2007年）